# Mirzalybeyli
Mirzalybeyli (azerbajdzjanska: Mirzalıbəyli) är en ort i Azerbajdzjan.   Den ligger i distriktet Bərdə Rayonu, i den centrala delen av landet, 230 km väster om huvudstaden Baku. Mirzalybeyli ligger 58 meter över havet och antalet invånare är 808.
Terrängen runt Mirzalybeyli är platt. Närmaste större samhälle är Barda, 3,8 km sydväst om Mirzalybeyli.
Omgivningarna runt Mirzalybeyli är en mosaik av jordbruksmark och naturlig växtlighet. Runt Mirzalybeyli är det ganska tätbefolkat, med 129 invånare per kvadratkilometer.